# Kehlmünz
Kehlmünz is een plaats in de Duitse gemeente Dietenhofen, deelstaat Beieren, en telt 42 inwoners.